# 褐孢霉
黄枝孢霉（學名：Mycovellosiella fulva）屬於一種真菌，是引发叶霉病的病原菌。

## 感染案例
2006-2007年，在西班牙东南部城市阿尔梅里亚的温室中爆发了番茄叶霉病。这是西班牙东南部地区首次发现此病。

## 外部連結
- Index Fungorum（页面存档备份，存于）
- USDA ARS Fungal Database